# Jan-Hendrik Hinzke
Jan-Hendrik Hinzke (* 21. Januar 1986 in Kaltenkirchen) ist ein deutscher Erziehungswissenschaftler.

## Leben
Nach einem Lehramtsstudium für die Oberstufe an der Universität Hamburg (2006–2011) und einer Tätigkeit als wissenschaftlicher Mitarbeiter im Arbeitsbereich Schulpädagogik & Schulforschung derselben Universität promovierte Jan-Hendrik Hinzke bei Angelika Paseka mit einer Arbeit zu „Lehrerkrisen im Berufsalltag“ in Erziehungswissenschaft an der Universität Hamburg (2017). Daraufhin arbeitete er als wissenschaftlicher Mitarbeiter an der Wissenschaftlichen Einrichtung Oberstufen-Kolleg an der Universität Bielefeld (2018–2021) und im Arbeitsbereich Lehrerprofessionalität und Lehrerbildungsforschung an der Martin-Luther-Universität Halle-Wittenberg (2021–2023). An letztgenannter Universität habilitierte er sich 2024 mit dem Thema „Forschende Haltung von Lehramtsstudierenden“. Seit 04/2023 hat er die Professur für Erziehungswissenschaft mit dem Schwerpunkt Lehrerbildungsforschung (W3) an der Justus-Liebig-Universität Gießen inne.
Seine Forschungsthemen sind Lehrerprofessionalität und Lehrerbildung, Professionalisierung durch Forschendes Lernen, Ungewissheit und Krisen, Bildung für nachhaltige Entwicklung und qualitative Methoden der Schul- und Professionsforschung mit dem Schwerpunkt Dokumentarische Methode.
Er ist Mitglied der DGfE (Deutsche Gesellschaft für Erziehungswissenschaft), fungiert als Gutachter für verschiedene wissenschaftliche Journals und war Leiter des Netzwerks „Dokumentarische Schulforschung“, gefördert von der DFG (Deutsche Forschungsgemeinschaft) (2020–2023) sowie Co-Leiter des DFG-Projekts „Rekonstruktive Längsschnittstudien zu Professionalisierungsprozessen im Kontext Forschenden Lernens: ein Standortvergleich“ (ReLieF) (2021–2024).

## Schriften (Auswahl)
Hinzke, J.-H. (2025). Forschende Haltung von Lehramtsstudierenden. Rekonstruktionen zu Professionalisierungspotenzialen im Rahmen der universitären Lehrer*innenbildung. Bad Heilbrunn: Klinkhardt. ISBN 978-3-7815-2714-0
Bastian, J. & Hinzke, J.-H. (2023). Unterrichtsentwicklung: Grundlagen – Handlungsmöglichkeiten – Wirkungen. Weinheim & Basel: Beltz. ISBN 978-3-407-25902-8
Hinzke, J.-H. (2018). Lehrerkrisen im Berufsalltag. Zum Umgang mit Spannungen zwischen Normen und Orientierungsrahmen. Wiesbaden: Springer VS. ISBN 978-3-658-22621-3
Matthes, D., Bauer, T., Damm, A., Hinzke, J.-H., Kowalski, M., Pallesen, H. & Wittek, D. (Hrsg.). Reihe: Dokumentarische Schulforschung. Bad Heilbrunn: Klinkhardt.
Hinzke, J.-H., Bauer, T., Damm, A., Kowalski, M. & Matthes, D. (Hrsg.) (2023). Dokumentarische Schulforschung. Schwerpunkte: Schulentwicklung – Schulkultur – Schule als Organisation. Bad Heilbrunn: Klinkhardt. https://doi.org/10.35468/6022
Hinzke, J.-H. & Keller-Schneider, M. (Hrsg.) (2023). Professionalität und Professionalisierung von Lehrpersonen. Perspektiven, theoretische Rahmung und empirische Zugänge. Bad Heilbrunn: Klinkhardt. http://doi.org/10.35468/6043